# Antonín Řehoř
Antonín Řehoř (* 25. Februar 1881 in Buková; † unbekannt) war ein tschechischer Betrüger, der von 1906 bis 1938 weltweit operierte.

## Jugend
Antonín Řehoř wurde am 25. Februar 1881 in Bukové u Nových Hradů geboren. Er wurde in eine reiche Familie geboren. Sein Vater Jindřich Řehoř war Pächter des gräflichen Hofes in Buková Nr. 47, an dessen Adresse noch immer ein großer Bauernhof mit Innenhof steht. Um das Jahr 1905 ging er zum Arbeiten nach Wien.

## Erste Verbrechen
Bei seinen ersten Straftaten handelte es sich größtenteils um keine Betrügereien. Es waren eher Diebstähle. Sein erstes großes Verbrechen beging er im Jahr 1906, als er die Kasse seines Arbeitgebers in Wien ausraubte, wofür er ein Jahr ins Gefängnis musste. Nach seiner Entlassung ging er nach Berlin, wo er ein Lagerhaus ausraubte und erneut für ein Jahr ins Gefängnis musste. Anschließend ging er nach Prag, wo er bei einer Firma zu arbeiten begann, die Feuerlöscher herstellen sollte. Zum Produktionsstart hob er eine Million Kronen ab, mit der er nach Amerika ausreiste und das Unternehmen verließ. Er reiste fast durch ganz Amerika und beraubte weiterhin verschiedene Personen und Unternehmen. Im Jahr 1912 raubte er sogar eine Bank in Saint Louis aus. Um das Jahr 1920 kehrte er nach Prag zurück.

## Betrügereien bei Chicago-Film
Nach seiner Rückkehr aus Amerika ließ sich Antonín Řehoř im Zentrum Prags in der Straße Pštrossova 7 nieder. Aufgrund seines Auftretens gewann er das Vertrauen seiner Umgebung und wurde 1920 Direktor des Filmverleihs Chicago-Film im Lucerna-Palast in der Vodičkova Straße. Direktor war er bis 1923, als herauskam, dass er die Firma um mehr als eine halbe Million Kronen betrogen hatte.
Er tauschte die Zahlungsanweisungen der Firma gegen seine eigenen ein, sodass das Geld auf seinem Konto einging. Weiterhin behielt er einen Teil des Geldes für die Filmverleihe ein, so dass sich die Summe allmählich auf 174.000 CZK belief. Als die Eigentümerin des Verleihs, Libuše Vacková, Řehoř einen Wechsel mit der Anweisung gab, ihn über 10.000 CZK auszufüllen, um die Mitarbeiter der Firma zu bezahlen, füllte er ihn mit 100.000 aus und behielt den Rest. Řehořs nächster Betrug hing erneut mit Wechseln im Gesamtwert von 100.000 CZK zusammen, die ihm ausschließlich zur Aufbewahrung anvertraut wurden.
Im Februar 1924 wurde Antonín Řehoř vor das Provinzstrafgericht in Prag (heute Amtsgericht Prag in der Spálená Straße) gebracht. Řehoř erschien gut gekleidet vor Gericht und trug zahlreiche Dokumente mit sich, mit denen er beweisen wollte, dass es sich nicht um Betrug handelte. Řehoř wurde jedoch für schuldig befunden und zu zwei Jahren Haftanstalt in Kartouzy verurteilt. Als diese Entscheidung verkündet wurde, fiel der Angeklagte Řehoř zu Boden und gab vor, ohnmächtig geworden zu sein. Er stand jedoch sofort wieder auf und bat um Aufschub, der ihm jedoch nicht gewährt wurde.

## Juweliergeschäft auf der Národní
Nach Verbüßung einer zweijährigen Haftstrafe in der Kartouzy-Haftanstalt kehrte Antonín Řehoř nach Prag zurück. Er ging zu seinem Neffen Jindřich Peller, der in Smíchov in der Elišky-Pešková-Straße wohnte. Antonín Řehoř fragte Jindřich Peller, ob er nicht bei ihm wohnen könne. Peller war zunächst dagegen, da ihn Antonín Řehoř in der Vergangenheit in Verlegenheit gebracht hatte, doch Řehoř erklärte, er wolle ein neues Leben beginnen, womit er seinen Neffen überzeugte. Nicht nur, dass Peller ihm erlaubte, bei sich zu wohnen, sondern er eröffnete daraufhin im Jahr 1927 auch ein Juweliergeschäft in der Straße Národní 23. Jindřich Peller unterzeichnete eine Vollmacht für ihn und war nicht länger am Juweliergeschäft interessiert.
Zunächst führte Antonín Řehoř das Juweliergeschäft wie vorgesehen und behauptete, selbst der Eigentümer des Juweliergeschäfts zu sein. Mit der Zeit gewann er das Vertrauen von Kunden und anderen Juwelieren, die ihm Schmuck und Waren im Kommissionsverkauf überließen. Er verpfändete alles, was er durch Kommissionsverkäufe bekam, in Pfandhäusern und machte aus den Hypotheken Kapital. Dabei hat er Waren im Wert von über 1.700.000 CZK unterschlagen.
Anfang 1929 ließ sich Řehoř einen Reisepass für alle Länder der Welt ausstellen und reiste wenige Tage später nach Wien, wo er unter der falschen Identität Josef Reiss im Hotel Kummer logierte. Die erste Strafanzeige gegen Řehoř wurde erst am 22. Januar 1929 eingereicht, in den darauffolgenden Tagen kamen über 40 weitere Anzeigen hinzu. Řehořs Neffe Jindřich Peller wurde unterdessen in Prag verhört und weitere Informationen wurden gesammelt. Dann ließ sich Antonín Řehoř ein Visum für Griechenland ausstellen und als er ein Telegramm von einem Fabrikbesitzer aus Nordböhmen erhielt, erwähnte er gegenüber dem Wärter, das Telegramm käme aus Griechenland. Dies könnte den Eindruck erwecken, dass er eine Reise dorthin plante. Einige Tage später brach er mit unbekanntem Ziel auf. Die Polizei suchte weiter nach Řehoř, gab jedoch mit der Zeit auf.

## Leben in London
Nach einiger Zeit ließ sich Antonín Řehoř in London nieder, wo er sich als der wohlhabende Baron von Eisenstein ausgab, ein Name, der von seiner Großmutter Julia von Eisenstein inspiriert war. Er lud viele reiche Leute zu sich nach Hause ein, denen er weiteres Geld entlockte. Als Vertreter einer Textilfabrik versuchte er im August 1938, Stoffe aus Böhmen nach London zu importieren, um diese anschließend in Pfandhäusern zu verwerten. Dies unterließ er jedoch, da er nicht wusste, dass die Londoner Pfandhäuser ihn um die Rechnung bitten würden. Daraufhin nahm ihn Scotland Yard in Gewahrsam und übermittelte diese Informationen an die Tschechoslowakei. Ungefähr zwei Wochen später kam ihm der Faschismus zu Hilfe, sodass sich die tschechische und die Londoner Polizei nicht mehr um Řehoř kümmerten und er einer Bestrafung entging.